# Skeppund
Skeppund är en äldre viktenhet. Enheten kan omvandlas till andra enheter enligt:
1 skeppund = 4 centner = 20 lispund = 400 skålpund = 170 kg (viktenhet)
För metaller var 1 skeppund stapelstadsvikt, (stapelstad var benämningen på en hamnstad med rätt att handla med utlandet) (= 136 kg) = 20 markpund (lispund stapelstadsvikt) = 400 mark.